# Aargauische Vaterländische Vereinigung
Die Aargauische Vaterländische Vereinigung (AVV) war eine rechtsgerichtete Schweizer Organisation, die von 1918 bis 2019 existierte.

## Form und Ideologie
Die AVV wurde am 11. November 1918 in Windisch AG «als bürgerliche Reaktion auf den Generalstreik von 1918» gegründet. Gründungspräsident war Eugen Bircher, welcher enge Beziehungen zu deutschen Freikorps sowie rechtsextremen Exponenten und antidemokratischen Putschisten wie Waldemar Pabst und Erich Ludendorff pflegte. Im April 1919 schloss sie sich mit gleichgerichteten Organisationen aus anderen Kantonen zum Schweizerischen Vaterländischen Verband zusammen, der  «bewaffnete Bürgerwehren und einen eigenen politischen Nachrichtendienst» betrieb. In den ersten Jahren ihres Bestehens zählte die Organisation über 15'000 Mitglieder. Ihr ursprüngliches Ziel war es, die aus ihrer Sicht drohende Gefahr eines sozialistischen Umsturzes in der Schweiz abzuwenden. Während sich der Schweizerische Vaterländische Verband 1948 nach einem Bestechungsskandal selbst auflöste, bestand seine einstige Aargauer Sektion bis 2019 weiter. Die AVV gab viermal jährlich das Bulletin Die Lupe (OCLC 778338684) heraus. Nach einem massiven Mitgliederschwund beschloss die zuletzt nur noch 200 Mitglieder zählende AVV im August 2019 ihre Auflösung. Letzter Präsident war von 1995 bis 2019 der am rechten Rand der SVP stehende Politiker Andreas Glarner.
In der Publikation «Die unheimlichen Patrioten» wurde die AVV 1979 der Neuen Rechten zugeordnet. Der «Ergänzungsband 1979–84» widmet der AVV ein Unterkapitel im Kapitel «Die Reaktionäre».

## Publikationen der Vereinigung
- Wolfgang von Wartburg. Vom Wesen und der Bedeutung des Kommunismus. OCLC 603800414
- Eugen Bircher. Helvetikus: Das westöstliche Problem im Lichte der Geistesgeschichte. Ein Fragment. OCLC 82258025
- Hans Hemmeler (Hrsg.). Festschrift Eugen Bircher: Dem Soldaten, Militärschriftsteller und Politiker Dr. med. Eugen Bircher, Oberstdivisionär z.D., Nationalrat zum 70. Geburtstag gewidmet von der Aargauischen vaterländischen Vereinigung von Freunden, Kameraden und Mitarbeitern. (1952) OCLC 38827394
- Aufsichtsbeschwerde gegen die Radiosendung DRS 32. Faktenordner vom 16. und 21. September 1979. (1980) OCLC 79672056
- Rudolf Burger. Aufruf 720 Jahre Eidgenössenschaft: Bedrohung, Krise und Chancen der Schweiz in der Welt gestern und heute. (2011) OCLC 778319049
- Stephan Biland. 75 Jahre: 1918–1993 Aargauische Vaterländische Vereinigung. (1993) OCLC 82585040
- 25 Jahre Aargauische vaterländische Vereinigung 1918–1943: Eine Gedenkschrift. (1943) OCLC 83542960
- Paul Ehinger: Die Aargauische Vaterländische Vereinigung. Für die Freiheit – gegen den Kommunismus. Zofingen 2020, ISBN 978-3-033-07985-4.